# Trapper John McIntyre
Kapitán John Francis Xavier McIntyre je postava z románu M*A*S*H i stejnojmenného filmu i seriálu. Ve filmu jej hrál Elliot Gould a v seriálu Wayne Rogers. Této postavě se taktéž dostalo vlastního seriálu, Trapper John, M.D., kde tuto postavu hrál Pernell Roberts. Je to jedna z hlavních postav seriálu M*A*S*H v prvních třech sériích. 
Jeho přezdívka Trapper pochází z incidentu, při kterém byl přistižen při sexu na záchodě na palubě vlaku. Během své obhajoby žena prohlásila „He trapped me!“ („Chytil mě!“).

## Charakteristika

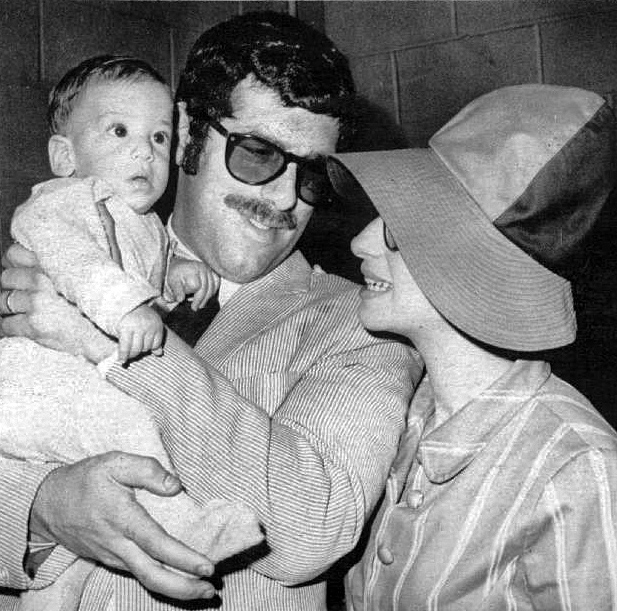
Elliot Gould, představitel Trappera ve filmu MASH

V knize i filmu na sebe prozradí, že vystudoval Darthmouth College a hrál quarterbacka ve školním fotbalovém týmu. V seriálu ovšem řekne, že „seděl až moc často na lavičce“. Ve filmu má suchý a temný smysl pro humor, v seriálu je však mnohem více veselejší. Nejvíce času tráví s Benjaminem „Hawkeyem“ Piercem. Většinou se baví pácháním zákeřných vtipů na Franka Burnse a Margaret „Šťabajznu“ Houlihanovou, pitím suchého Martini a sváděním žen. Ačkoliv je Trapper šťastně ženatý a svou ženu a dcery nesmírně miluje, rád svádí sestřičky bez zastírání svého manželství.

## Odchod ze seriálu
Ačkoliv ve filmu je jemu i Hawkeyemu bylo dáno stejně prostoru, v seriálu už hrál mnohem menší roli. Zklamaný Wayne Rogers v kombinaci s hádkami ohledně smlouvy ohledně čtvrté sezóny opustil seriál. Trapper byl tak v 4x01 „Vítejte v Koreji, část I.“ odvelen z armády a poslán zpět do USA. Postava byla nahrazena Mikem Farrelem v roli B. J. Hunnicutta. 

## Spin-off
Postava Trappera se vrátila v roce 1979 v seriálu Trapper John, M.D., tentokrát hraná Pernellem Robertsem. Trapper se třicet let po Korejské válce stává primářem chirurgie v nemocnici v San Franciscu. Spin-off se dočkal sedmi sérií a byl ukončen v roce 1986. Co se kontinuity týče, spin-off spíše navazuje na film než na seriál. Nikdo jiný se v seriálu neobjevil, jediná postava z původního seriálu je právě Trapper.